# L'erede fortunata
L'erede fortunata è  un'opera teatrale in prosa in tre atti di Carlo Goldoni composta nel 1748. Rappresentata per la prima volta due anni dopo, nel 1750, nel Teatro Sant'Angelo di Venezia, fu un clamoroso, ma non inaspettato, insuccesso.
Nota più alla critica e alla storia del teatro che al grande pubblico, la commedia segnò un punto di svolta nella carriera del commediografo veneziano: la débacle del 1750 fece scattare l'orgoglio di Goldoni. Determinato a superare il rischio della paralisi sua e della compagnia con un ambizioso progetto, rispose alla sfiducia del pubblico e a quella dei suoi detrattori (che nella caduta de L'erede fortunata avevano creduto di vedere la sua fine) con la famosa promessa a Girolamo Medebach delle sedici nuove commedie per la stagione teatrale successiva (1751).

## Trama
Rosaura è destinata, per decisione testamentaria paterna, a sposare il suo vecchio tutore Pancrazio, pena la perdita della doviziosa eredità. L'amore, corrisposto, che ella nutre per Ottavio, figlio di Pancrazio, è perciò condannato dall'obbedienza e dall'interesse. Ma l'intrigo ordito ai danni del tutore dagli immediati rivali all'eredità (lo zio, dottor Balanzoni, e il cugino, Florindo) vengono sventati da Trastullo, servitore saggio e fedele, che contribuirà in tal modo alla felice soluzione finale dello scioglimento del vincolo economico e matrimoniale a vantaggio della fortunata erede. 
Fanno da contrappunto al sospirato innamoramento di Ottavio e Rosaura, le ardenti gelosie di Beatrice per il marito Lelio, e all'onesta scaltrezza del servitore onorato, le ingenuità grossolane del secondo zanni (Arlecchino), funzionali sia agli equivoci dell'intreccio che al mantenimento farsesco delle controscene.

## Poetica
Definita dallo stesso autore opera povera e imperfetta, secondo Giuseppe Ortolani, a parte qualche felice battuta, la commedia manca di novità, il dialogo è scontato e, con la sola eccezione di Pantalone, non vi è alcun carattere vivo e originale.
Tuttavia, l'analisi contemporanea del testo della commedia permette di riconoscere in questa opera il precoce tentativo di un Goldoni teso già all'attuazione della sua rivoluzione teatrale: se con il Momolo cortesan egli aveva dato l'abbrivio affinché ciò che l'attore recita sia quello che l'autore ha scritto, con L'erede fortunata siamo in presenza del duplice tentativo di togliere, in primo luogo, le maschere ai commedianti facendo opportunamente emergere, infine, l'autentica psicologia dei personaggi implicata nell'elaborazione drammaturgica dell'autore. Un tentativo promosso in un tempo in cui il gusto del pubblico ancora non era maturo per accogliere una commedia  antesignana di quel teatro borghese che connoterà il secolo successivo e di cui possiamo ritrovare ine Carlo Goldoni un indubbio precursore.
A ben guardare le maschere nude sono tutte lì, ancora ben visibili, che agiscono nella situazione creatasi dall'occasione di un lascito conteso: un'eredità, una dote, una sposa. Si riconoscono senz'altro il mercante d'onore (Pancrazio alias Pantalone), il dottore saccente (Balanzoni), gli innamorati ardenti (Rosaura e Ottavio), il servo fedele (Trastullo alias Brighella), lo zanni sprovveduto (Arlecchino), la serva scaltra (Fiammetta alias Colombina), la gelosa piccata (Beatrice) ed altri, ad ognuno dei quali Goldoni fa vibrare alcuna delle corde psicologiche. Ed è proprio lo strumento del monologo introspettivo, più volte utilizzato nell'opera, che avvalora la tesi di una commedia che anticipa temi e momenti della maturità goldoniana e del teatro ottocentesco.